# Seven Mile Beach (strand i Australien)
Seven Mile Beach är en strand i Australien. Den ligger i kommunen Shoalhaven Shire och delstaten New South Wales, i den sydöstra delen av landet, omkring 110 kilometer söder om delstatshuvudstaden Sydney. Genomsnittlig årsnederbörd är 1 352 millimeter. Den regnigaste månaden är februari, med i genomsnitt 211 mm nederbörd, och den torraste är juli, med 36 mm nederbörd.